# Tessaoua (département)
Ourafan
Tessaoua est un département du sud du Niger, situé dans la région de Maradi.

## Géographie

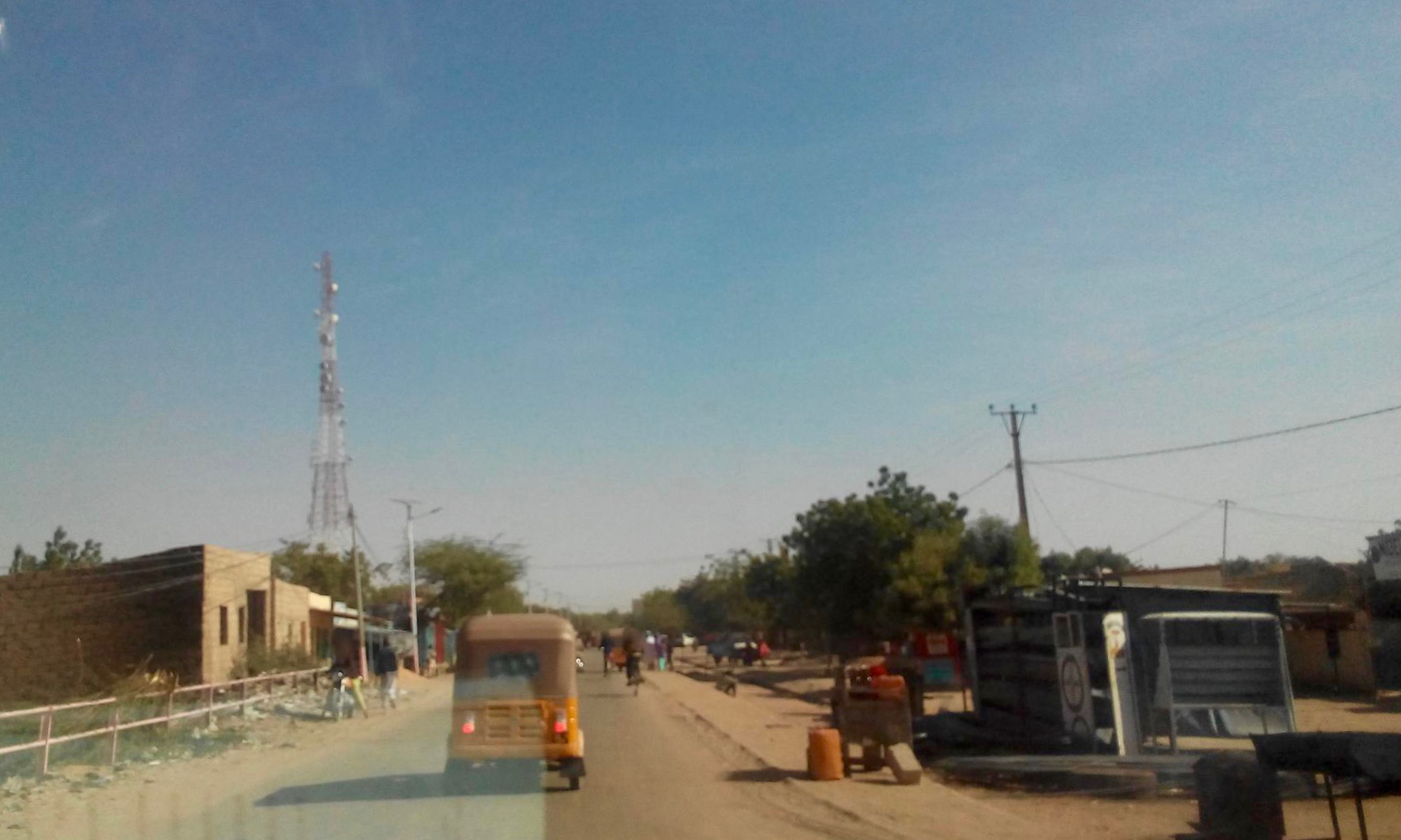
Nationalstraße 1 à Tessaoua, Niger.

### Administration
Tessaoua est un département de 5 471 km² de la région de Maradi.

Son chef-lieu est Tessaoua.
Son territoire se décompose en:
- Communes urbaines : Tessaoua.
- Communes rurales : Baoudetta, Hawandawaki, Koona, Korgom, Maïjirgui, Ourafane.

Le département compte 7 communes, 3 cantons, 2 groupements et 264 villages.

### Situation
Le département de Tessaoua est entouré par :
- au nord : la région de Zinder (département de Tanout),
- à l'est : la région de Zinder (département de Mirriah et Matamèye),
- au sud : le Nigéria , et le département d'Aguié
- à l'ouest : le département de Mayahi.

## Population
La population est estimée à 479 384 habitants en 2011.